# 수도 대학 야구 연맹
수도 대학 야구 연맹(일본어: 首都大学野球連盟 슈토다이가쿠야큐렌메이[*], 영어: Tokyo Metropolitan Area University Baseball League)은 일본의 수도권 근교에 있는 16개 대학의 야구부로 구성되어 있는 대학 야구 리그이다. 전일본 대학 야구 연맹 산하에 속해 있다.

## 역사
1964년, 다음 해부터 전일본대학야구연맹이 전일본 대학 야구 선수권 대회의 출전권을 확대하자, 당시 도토 대학 야구 연맹에 준가맹의 형식으로 소속되어 있던 도카이 대학이 새로운 리그의 결성을 같은 도토 대학 야구 연맹의 3부 소속, 준가맹 1부와 2부의 학교들에 호소했다.
이 호소에 응해 세이조 대학, 일본 체육대학, 도쿄 교육대학(현재의 쓰쿠바 대학), 무사시 대학이 동참을 표명하면서 도토 대학 야구 연맹에서 탈퇴했다. 이후 메이지 가쿠인 대학과 도쿄 경제대학도 동참하여 1964년 6월 22일에 수도 대학 야구 연맹을 정식으로 발족했다. 또한 리그의 시작은 도토 대학 야구 연맹에서 탈퇴를 표명한지 2개월 후인 1964년 9월 9일 메이지 진구 구장에서 마쓰마에 시게요시의 시구로 역사가 시작되었다.
도토 대학 야구 연맹 하부에 소속되어 있던 대학으로 구성되었기 때문에 발족 당시에는 그 실력의 정도가 언론과 야구 관계자들 사이에서 무시되었지만, 리그 결성으로부터 불과 5년 후인 1969년에 도카이 대학이 선수권 우승을 차지하는등 당시 신흥 리그로서는 이례적인 쾌거를 이뤘다. 1977년에는 고교 시절부터 이미 유명했던 하라 다쓰노리가 도카이 대학에 입학하면서 그 활약을 보고 싶어하던 팬들이 리그 개최지인 가나가와현 가와사키 구장(수도 대학 야구 본 개회식 회장)으로 연일 폭풍이 부는 소란이 일었다. 또한 전국 대회를 출전할 당시에는 같은 시기에 호세이 대학의 투수였던 에가와 스구루와의 직접 대결이 실현되자 매우 화제가 되었다.

## 연혁
- 1964년 - 도토 대학 야구 연맹을 탈퇴한 도카이 대학을 중심으로 세이조 대학, 일본 체육대학, 도쿄 교육대학(현재의 쓰쿠바 대학), 무사시 대학의 5개 대학이 발족 교류 경기를 실시. 같은 해 6월 13일 전일본 대학 야구 연맹의 승인을 받아 새로이 탈퇴한 메이지 가쿠인 대학과 도쿄 경제대학을 더해 7개 대학으로 가을부터 정식적인 리그를 시작함.
- 1965년 - 2월에 전일본 대학 야구 선수권 대회의 출전권 획득이 결정됨.
- 1966년 - 조사이 대학, 다이토 문화대학, 메이세이 대학이 가맹.
- 1967년 - 데이쿄 대학, 독쿄 대학이 가맹.
- 1968년 - 가을에 열린 메이지 유신 100주년 기념 메이지 진구 야구 대회에서 수도 대학 선발팀이 우승.
- 1969년 - 제18회 전일본 대학 야구 선수권 대회에서 도카이 대학이 연맹 대표로 첫 우승.
- 1970년 - 가을에 열린 메이지 신궁 진좌 50주년 봉헌 야구 대회(제1회 메이지 진구 야구 대회)에서 도카이 대학이 연맹 대표로 첫 우승.
- 1975년 - 다마가와 대학이 가맹.
- 1975년 - 하라 다쓰노리가 리그에 출전함.
- 1980년 - 제11회 메이지 진구 야구 대회에서 일본 체육 대학이 첫 우승. 연맹 대표로는 통산 2번째.
- 1987년 - 제18회 메이지 진구 야구 대회에서 쓰쿠바 대학이 첫 우승. 연맹 대표로는 통산 3번째.
- 2004년 - 연맹 발족 40주년 기념으로 학생과 OB·프로의 대항전을 실시함.
- 2006년 - 소조 가쿠인 대학이 가맹.
- 2008년 - 오비린 대학이 가맹.
- 2010년 - 아시카가 공업대학이 가맹. 참가 학교 수 증가에 따라 2부를 A·B 2그룹으로 변경.
- 2012년 - 소조 가쿠인 대학이 연맹에서 탈퇴함.

## 특징
대학 야구의 양대 산맥인 전일본 대학 야구 선수권 대회와 메이지 진구 야구 대회에서 연맹으로 통산 7회의 우승을 자랑한다. 전후 발족한 다른 신흥 대학 야구 연맹 중에서도 우수한 성적을 자랑하고 있어 도카이 대학 이외에도 각 소속 학교들의 노력·실적·OB들의 활약이 언론에 높게 평가받아 현재는 주요 다섯 대학 리그(도쿄 6대학 야구 연맹, 도토 대학 야구 연맹, 수도 대학 야구 연맹, 간사이 6대학 야구 연맹, 간사이 학생 야구 연맹)의 하나로 꼽히고 있다.
또한 설립 당시의 경위에서 도카이 대학을 중심으로 한 리그가 운영되어 현재도 연맹 사무국은 도카이 대학의 내부에 있고 연맹 회장은 대대로 도카이 대학 총장이 맡고 있다.
도카이 대학만 눈에 띈다는 인상이 강하지만 1980년 일본 체육대학이 도카이 대학을 제외한 소속으로 메이지 진구 야구 대회에서 첫 우승, 1987년에는 쓰쿠바 대학이 메이지 진구 야구 대회에서 우승하고 2001년에는 조사이 대학이 메이지 진구 야구 대회에서 준우승, 2006년에는 2부에서 승격한지 얼마 안된 무사시 대학이 도카이 대학에게 승리하는 등 점차 군웅할거의 양상을 보이고 있다.

## 운영 방법

### 구성
최상위 리그를 1부 리그, 하위 리그를 2부라고 일컫는다. 이전 시즌 성적을 바탕으로 하여 1부 6개 학교, 2부 10개 학교로 나누는 블록 운영을 하고 있다.

### 대전 방법
춘계와 추계로 각각 리그전을 실시하며 또한 각 시즌 종료 후 각 부분 사이에 교체전을 실시한다.

#### 1부
춘·추계 모두 2전 전승 방식의 승점제를 사용한다(무승부시 재경기).

#### 2부
지역별로 2그룹을 나누어 진행하며 각각의 그룹에서 각 팀과 2경기씩 총 8경기를 치러 승률로 순위를 매긴다. 두 그릅의 1위 학교가 우승 결정전(승점제)을 실시하여 승자가 입체전을 진행한다.

### 순위 결정 방법

#### 승점제
동일한 대학에 이겼을 경우에 승점 1점을 부여하며 승점이 더 많은 쪽이 상위이다. 승점이 같을 경우에는 전체의 승률을 비교하여 순위를 결정한다. 승점과 승률이 모두 같을 경우에는 플레이오프를 실시하며 이 성적은 리그 성적에 가산하지 않는다.

#### 승률제
해당 팀의 모든 승리 수를 무승부 경기를 제외한 전 경기 수로 나눈 것. 그 수치가 높은 팀을 상위로 한다.

### 승강결정전
각 부의 리그 종료 후 상위 리그 최하위 학교와 하위 리그 우승 학교 간의 대전을 짜고, 이기는 팀은 승격하고 지는 팀은 강등된다(상위 리그 학교가 승리하거나 하위 리그 학교가 패배시 잔류). 대전 방법은 2전 전승 방식이다.

## 경기 회장
설립 초기에 도토 대학 야구 연맹의 경기가 없는 날엔 메이지 진구 야구장을 사용했지만 학생의 본분인 면학과의 균형으로 주말 개최를 목표로 하여 메이지 진구 구장에서 철수하고 이후에는 가와사키 구장(롯데 오리온스 홈구장)을 주체의 운영으로 변경했다. 그러나 가와사키 구장은 스탠드의 노후화 때문에 2000년에 해체·개수되어 경식 야구에서 사용할 수 없게 되었기 때문에 현재는 히라쓰카 구장, 사가미하라 구장, 가와사키 도도로키 경기장, 오타 스타디움을 중심으로 각 가맹 대학의 소유 구장을 이용하면서 경기를 진행하고 있다. 지금까지는 가나가와를 중심으로 하는 구장에서 열리고 있었으나 편의·집객 효과·공정성 등을 검토하여 사이타마 구장도 사용하게 되었다. 2006년에는 이와테현의 하나마키시와 같이 수도권에서 멀리 떨어진 지역에서 경기를 치루는 획기적인 시도도 이루어지고 있다.

## 가맹 대학

### 1부 리그
- 도카이 대학
- 데이쿄 대학
- 쓰쿠바 대학
- 일본 체육대학
- 다이토 문화대학
- 조사이 대학

### 2부 리그

#### A조
- 메이세이 대학
- 도쿄 경제대학
- 독쿄 대학
- 아시카가 공업대학

#### B조
- 오비린 대학
- 무사시 대학
- 메이지 가쿠인 대학
- 다마가와 대학
- 세이조 대학

#### 과거에 소속했던 대학
- 소조 가쿠인 대학